# Тайваньская глазчатая скватина
Тайваньская глазчатая скватина (лат. Squatina tergocellatoides) — вид рода плоскотелых акул одноимённого семейства отряда скватинообразных. Эти акулы встречаются в западной части Тихого океана на глубине до 300 м. Максимальная зарегистрированная длина 63 см. У них уплощённые голова и тело, внешне они похожи на скатов, но в отличие от последних жабры скватин расположены по бокам туловища и рот находится в передней части рыла, а не на вентральной поверхности. Эти акулы размножаются путём яйцеживорождения. Не представляют интереса для коммерческого рыбного промысла.

## Таксономия
Впервые вид был научно описан в 1963 году. Голотип представляет собой неполовозрелую самку длиной 62,5 см, пойманную в Тайваньском проливе. Вид известен всего по двум особям. Этот вид требует дальнейшего сбора материалов и детального сравнения с прочими морскими ангелами. Видовой эпитет происходит от слов лат. tergum — «спина», лат. ocellus — «глазок» и др.-греч. εἶδος — «похожий», «близкородственный» и связан со схожестью тайваньской глазчатой скватины с южноавстралийской глазчатой скватиной, от которой она отличается удлинённым хвостом, многочисленными назальными усиками и наличием ряда медиальных шипов на дорсальной поверхности.

## Ареал
Тайваньские глазчатые скватины обитают в западной части Тихого океана в Тайваньском проливе и Южно-Китайском море. Эти акулы на континентальном шельфе у дна на глубине от 100 до 300 м.

## Описание
У тайваньских глазчатых скватин довольно стройное уплощённое тело, широкая и плоская голова с коротким закруглённым рылом, характерные для скватин широкие крыловидные грудные и брюшные плавники. Ноздри обрамлены бахромчатыми усиками. Задние и передние края назальных кожных лоскутов также покрыты бахромой. Позади глаз расположены брызгальца на расстоянии, которое менее чем в 1,5 раза превышает диаметр глаза. По обе стороны головы имеются 2—3 дермальных треугольных лопасти. Основание первого спинного плавника расположено на уровне заднего кончика брюшных плавников. На дорсальной поверхности тела посередине имеется ряд крупных шипов. Такие же шипы присутствуют на рыле и над глазами. Тело покрыто многочисленными пятнами.

## Биология
Эти акулы размножаются яйцеживорождением. Длина новорожденных, вероятно, около 30 см.

## Взаимодействие с человеком
Вид не представляет интереса для коммерческого рыболовства. В качестве прилова эти акулы попадаются при донном промысле. Вероятно, их можно найти на рыбных рынках Тайваня. Международный союз охраны природы присвоил этому виду статус «Уязвимый».